# Atletica leggera ai XVII Giochi paralimpici estivi - Lancio del disco F55 femminile
Ai XVII Giochi paralimpici estivi la competizione del lancio del disco femminile F55 si è svolta il giorno 30 agosto 2024 presso lo Stade de France di Parigi. Possono partecipare alla gara le atlete appartenenti alle classi F55 e F54.

## Situazione pre-gara

### Record

#### F55
Prima di questa competizione, il record del mondo, il record paralimpico e i record continentali F55 erano i seguenti.
| Record              | Prestazione | Atleta                                     | Data e luogo                               | Competizione                               |
| ------------------- | ----------- | ------------------------------------------ | ------------------------------------------ | ------------------------------------------ |
| Record mondiale     | 27,80 m     | Marianne Buggenhagen Germania              | 9 settembre 2008 Pechino, Cina             | XIII Giochi paralimpici estivi             |
| Record paralimpico  | 27,80 m     | Marianne Buggenhagen Germania              | 9 settembre 2008 Pechino, Cina             | XIII Giochi paralimpici estivi             |
| Record africano     | 22,18 m     | Norelhouda El Kaoui Marocco                | 17 maggio 2024 Kōbe, Giappone              | Campionati mondiali paralimpici 2024       |
| Record panamericano | 27,10 m     | Rosa Maria Guerrero Cazares Messico        | 10 giugno 2022 Parigi, Francia             | #Handisport Open Paris 2022                |
| Record asiatico     | 26,64 m     | Dong Feixia Cina                           | 27 agosto 2021 Tokyo, Giappone             | XVI Giochi paralimpici estivi              |
| Record europeo      | 27,80 m     | Marianne Buggenhagen Germania              | 15 agosto 2023 Cheboksary, Russia          | XIII Giochi paralimpici estivi             |
| Record oceaniano    | 15,29 m     | Record vacante. Prestazione minima 15,29 m | Record vacante. Prestazione minima 15,29 m | Record vacante. Prestazione minima 15,29 m |

#### F54
Prima di questa competizione, il record del mondo, il record paralimpico e i record continentali F54 erano i seguenti.
| Record              | Prestazione | Atleta                       | Data e luogo                            | Competizione                         |
| ------------------- | ----------- | ---------------------------- | --------------------------------------- | ------------------------------------ |
| Record mondiale     | 20,40 m     | Nurkhon Kurbanova Uzbekistan | 27 agosto 2021 Tokyo, Giappone          | XVI Giochi paralimpici estivi        |
| Record paralimpico  | 20,40 m     | Nurkhon Kurbanova Uzbekistan | 27 agosto 2021 Tokyo, Giappone          | XVI Giochi paralimpici estivi        |
| Record africano     | 19,27 m     | Flora Ugwunwa Nigeria        | 28 ottobre 2015 Doha, Qatar             | Campionati mondiali paralimpici 2015 |
| Record panamericano | 18,96 m     | Francisca Mardones Cile      | 8 giugno 2019 Grosseto, Italia          | Grosseto WPA Grand Prix              |
| Record asiatico     | 20,40 m     | Nurkhon Kurbanova Uzbekistan | 27 agosto 2021 Tokyo, Giappone          | XVI Giochi paralimpici estivi        |
| Record europeo      | 19,96 m     | Jana Fesslova Rep. Ceca      | 29 agosto 2004 Frydek-Mistek, Rep. Ceca |                                      |
| Record oceaniano    | 13,77 m     | Asti Poole Australia         | 27 novembre 2006 Kuala Lumpur, Malaysia |                                      |

### Campionesse in carica
Le campionesse in carica a livello mondiale erano le seguenti.
| Campionessa | Atleta                               | Prestazione | Data e luogo                   | Competizione                         |
| ----------- | ------------------------------------ | ----------- | ------------------------------ | ------------------------------------ |
| Paralimpica | Dong Feixia Cina                     | 26,64 m     | 27 agosto 2021 Tokyo, Giappone | XVI Giochi paralimpici estivi        |
| Mondiale    | Erica Maria Castano Salazar Colombia | 26,88 m     | 17 maggio 2024 Kōbe, Giappone  | Campionati mondiali paralimpici 2024 |

### La stagione

#### F55
Prima di questa gara, le atlete con le migliori tre prestazioni mondiali F55 dell'anno erano:
| Pos. | Atleta                               | Prestazione | Data e luogo                  |
| ---- | ------------------------------------ | ----------- | ----------------------------- |
| 1    | Erica Maria Castano Salazar Colombia | 26,88 m     | 17 maggio 2024 Kōbe, Giappone |
| 2    | Dong Feixia Cina                     | 26,37 m     | 17 maggio 2024 Kōbe, Giappone |
| 3    | Rosa Maria Guerrero Cazares Messico  | 25,80 m     | 17 maggio 2024 Kōbe, Giappone |

#### F54
Prima di questa gara, le atlete con le migliori tre prestazioni mondiali F54 dell'anno erano:
| Pos. | Atleta                                       | Prestazione | Data e luogo                                 |
| ---- | -------------------------------------------- | ----------- | -------------------------------------------- |
| 1    | Amal Ali Brunei                              | 14,72 m     | 31 gennaio 2024 Sharjah, Emirati Arabi Uniti |
| 2    | Mariia Bogacheva Atleti Paralimpici Neutrali | 14,24 m     | 5 giugno 2024 Ekaterinburg, Russia           |
| 3    | Iana Lebiedieva Ucraina                      | 14,18 m     | 14 giugno 2024 Parigi, Francia               |

## Risultati

### Finale
La finale diretta si è tenuta il 30 agosto a partire dalle 10.00.
| Pos     | Atleta                                  | Nazionalità | 1ª prova | 2ª prova | 3ª prova | 4ª prova | 5ª prova | 6ª prova | Risultato | Note                                     |
| ------- | --------------------------------------- | ----------- | -------- | -------- | -------- | -------- | -------- | -------- | --------- | ---------------------------------------- |
| Oro     | Erica Maria Castano Salazar (F55)       | Colombia    | 24,45 m  | 26,70 m  | 25,59 m  | 24.96 m  | 26,04 m  | 25,06 m  | 26,70 m   |                                          |
| Argento | Dong Feixia (F55)                       | Cina        | 24,08 m  | 24,39 m  | 26,39 m  | 26,08 m  | 26,10 m  | 26,67 m  | 26,67 m   | Record asiatico                          |
| Bronzo  | Rosa Maria Guerrero Cazares (F55)       | Messico     | 24,99 m  | 25,22 m  | 25,81 m  | 25,05 m  | 19,49 m  | 24,93 m  | 25,81 m   | Miglior prestazione personale stagionale |
| 4       | Diana Krumina (F55)                     | Lettonia    | 23,74 m  | 23,87 m  | 24,31 m  | 20,63 m  | 22,83 m  | x        | 24,31 m   |                                          |
| 5       | Norelhouda El Kaoui (F55)               | Marocco     | 23,42 m  | 22,71 m  | 22,39 m  | x        | 22,91 m  | 21,98 m  | 23,42 m   | Record africano                          |
| 6       | Rooba Alomari (F55)                     | Bahrein     | 21,99 m  | 22,05 m  | 22,14 m  | 22,95 m  | 22,77 m  | 23,24 m  | 23,24 m   |                                          |
| 7       | Maria Guadalupe Navarro Hernandez (F55) | Messico     | x        | 21,51 m  | x        | 21,35 m  | 21,66 m  | 20,52 m  | 21,66 m   |                                          |
| 8       | Sakshi Kasana (F55)                     | India       | 19,55 m  | x        | x        | 19,15 m  | 21,49 m  | 19,76 m  | 21,49 m   | Miglior prestazione personale stagionale |
| 9       | Karam Jyoti Karamjyoti (F55)            | India       | x        | 18,78 m  | 17,87 m  | 17,67 m  | 20,04 m  | 20,22 m  | 20,22 m   | Miglior prestazione personale stagionale |
| 10      | Korotoumou Coulibaly (F55)              | Mali        | 14,78 m  | 16,91 m  | 17,40 m  | 18,57 m  | 18,41 m  | 12,48 m  | 18,57 m   |                                          |
| 11      | Nurkhon Kurbanova (F54)                 | Uzbekistan  | 15,33 m  | 17,01 m  | 16,69 m  | 16,46 m  | 16,71 m  | 17,26 m  | 17,26 m   | Miglior prestazione personale stagionale |
| 12      | Natalya Semyonova (F55)                 | Uzbekistan  | x        | 11,70 m  | 13,48 m  | 11,96 m  | x        | 11,86 m  | 13,48 m   | Miglior prestazione personale stagionale |
| -       | Iveth del Rosario Valdes Romero (F55)   | Panama      |          |          |          |          |          |          | dns       |                                          |